# بث، جامائیکا
بث، جامائیکا (به انگلیسی: Bath, Jamaica) یکی از شهرهای جامائیکا است که در جنوب غرب این کشور قرار دارد. این شهر بعد نام شهر بریتانیا به این نام یعنی بث شناخته می‌شود.